# Melanchra badia
Melanchra badia là một loài bướm đêm trong họ Noctuidae.